# 달마대사관심론 목판
달마대사관심론 목판(達磨大師觀心論 木板)은 대한민국 충청남도 서산시, 개심사에 있는 조선시대의 목판이다. 2016년 9월 1일 대한민국의 보물 제1915호로 지정되었다.

## 개요
개심사에 소장된 ‘『달마대사관심론』 목판’은 모두 8매가 전하고 있다. 다만 제1장부터 제21장까지는 7판에 새겨져 있으나, 마지막 판에는 제22장과 함께 『도가논변모자리혹론(道家論辨牟子理惑論)』의 17장이 함께 새겨져 있다. 조선시대에 간행된 『달마대사관심론』은 고창 문수사간본(1538), 무등산 안심사간본(1570) 등이 있으나, 목판으로 현전하는 것은 개심사 소장본이 유일하다. 마지막 장인 제22장과 함께 새겨진 『도가논변모자리혹론』의 제17장에 남아 있는 ‘萬曆八年庚辰(1580)四月日新刊于伽耶山普願寺’라는 내용을 통하여 1580년 4월에 가야산 보원사에서 새로 간행하였던 사실을 확인할 수 있다. 이 목판은 조선시대에 간행된 『달마대사관심론』의 현전 판본 가운데 그 모본이 완전하게 전하고 있는 중요한 자료이다. 따라서 보물로 지정하여 원천자료를 보존할 가치가 있다고 판단된다.

## 같이 보기
- 달마대사관심론

## 참고 자료
- 달마대사관심론 목판 - 국가유산청 국가유산포털